# Reinhard Kolldehoff
Reinhard Kolldehoff, född 29 april 1914 i Berlin, Kejsardömet Tyskland, död 18 november 1995 i Berlin, Tyskland, var en tysk skådespelare. Han scendebuterade 1936 och filmdebuterade som statist 1941. Filmkarriären tog dock fart på allvar 1948, först hos östtyska DEFA, senare i Västtyskland och han kom också att agera i internationella filmer.

## Filmografi, urval
- 1948 – Farligt vittne
- 1949 – Människor i Berlin
- 1950 – Bürgermeister Anna
- 1950 – Våld i hemlighet
- 1953 – Träffpunkt Berlin (ej krediterad)
- 1956 – Flickan från Flandern
- 1956 – Kuppen i Köpenick
- 1956 – Mysteriet Anastasia
- 1959 – En skandalös historia
- 1960 – Doktor Mabuses 1000 ögon
- 1966 – Den stora kalabaliken
- 1967 – Playtime
- 1969 – De fördömda
- 1973 – Revolver
- 1975 – Tillfällig förbindelse